# Eivor Fisher
Eivor Hilda Fisher, född Hedvall 10 april 1884 i Gävle, död 6 juni 1977, var en svensk textilkonstnär.
Eivor Fisher studerade vid Högre konstindustriella skolan i Stockholm. Därefter anställdes hon som lärare vid skolan i textil, konstsömnad och fackteckning 1911–1915 och 1925–1945. Hon var huvudlärare vid skolan 1945–1947. Som konstnär har hon skapat textilier för Licium. Fisher var representerad bland annat på världsutställningen i New York 1939 och då i samarbete med Anna-Lisa Hillerström.
Hon var dotter till redaktören Gustaf Fredrik Hedvall och Hilda Fredrika Norström och från 1915 gift med diplomingenjören Einar Blunch-Fisher. Hon var mor till Else och Randi Fisher samt syster till Agda Hedwall, Yngve Hedvall och Björn Hedvall. Eivor Fisher är begravd på Norra begravningsplatsen utanför Stockholm.